# George Reed (Rennfahrer)
George William Reed (* 29. Juni 1921 in Chicago; † 17. August 1991 in San Diego) war ein US-amerikanischer Autorennfahrer und Rennstallbesitzer.

## Karriere im Motorsport
George Reed bestritt ein Jahrzehnt lang (1956 bis 1965) Sportwagenrennen in den USA, Europa und in der Karibik und setzte dabei in der Regel von ihm selbst erworbene Sportwagen ein. 1956 gab er sein Debüt beim 12-Stunden-Rennen von Sebring, wo er insgesamt zehnmal am Start war. Bei seinem ersten Antreten schied er nach 127 Runden aus; seine beste Platzierung war der fünfte Gesamtrang 1960. Herausgefahren wurde der Erfolg gemeinsam mit Alan Connell auf einem Ferrari 250 GT California LWB. Mehrmals siegte er bei SCCA-Rennen im Wilmot. Auf diesem Straßenkurs blieb er 1959, 1961 und 1962 erfolgreich.
Zweimal nahm Reed auch am 24-Stunden-Rennen von Le Mans teil. 1961 ging er für das North American Racing Team an den Start und fiel aus. Reed erwarb für seine Renneinsätze in den USA Rennfahrzeuge von Ferrari. Über Vermittlung von Luigi Chinetti erhielt er für das Rennen von Le Mans ein Werkscockpit in einem Ferrari 250 GT SWB Bertone, das er sich Ed Hugus teilte. Die beiden US-Amerikaner beendeten das Rennen an der neunten Stelle der Gesamtwertung.

## Statistik

### Le-Mans-Ergebnisse
| Jahr | Team                       | Fahrzeug                   | Teamkollege   | Platzierung | Ausfallgrund |
| ---- | -------------------------- | -------------------------- | ------------- | ----------- | ------------ |
| 1961 | North American Racing Team | Ferrari 250 GT SWB         | George Arents | Ausfall     | Elektrik     |
| 1962 | Ed Hugus                   | Ferrari 250 GT SWB Bertone | Ed Hugus      | Rang 9      |              |

### Sebring-Ergebnisse
| Jahr | Team                       | Fahrzeug                  | Teamkollege    | Teamkollege    | Platzierung | Ausfallgrund       |
| ---- | -------------------------- | ------------------------- | -------------- | -------------- | ----------- | ------------------ |
| 1956 | Chester Flynn              | Mercedes-Benz 300 SL      | Chester Flynn  |                | Ausfall     | Nockenwelle        |
| 1957 | C. Kreisler                | Mercedes-Benz 300 SL      | Fred Windridge | Rundle Gilbert | Rang 25     |                    |
| 1958 | North American Racing Team | Ferrari 250 GT LWB        | George Arents  | Don O’Dell     | Rang 7      |                    |
| 1959 | RRR Enterprises            | Ferrari 250 GT LWB        | George Arents  | Don O’Dell     | Rang 46     |                    |
| 1960 | RRR Motors                 | Ferrari 250 GT California | Alan Connell   |                | Rang 5      |                    |
| 1961 | McCook Window Company      | Ferrari 250TR59/60        | Bill Sturgis   |                | Rang 8      |                    |
| 1962 | Scuderia Bear              | Ferrari 250 GT SWB EXP    | Ed Hugus       |                | Rang 8      |                    |
| 1963 | George Reed                | Shelby Cobra              | Nathan Karas   |                | Ausfall     | Zündung            |
| 1964 | George Reed                | Shelby Cobra Roadster     | Dan Gerber     |                | Ausfall     | Leck im Benzintank |
| 1965 | Gerber-Payne Ford          | Shelby Cobra              | Dan Gerber     |                | Ausfall     | Unfall             |

### Einzelergebnisse in der Sportwagen-Weltmeisterschaft
| Saison | Team                                             | Rennwagen                    | 1   | 2   | 3   | 4   | 5   | 6   | 7   | 8   | 9   | 10  | 11  | 12  | 13  | 14  | 15  | 16  | 17  | 18  | 19  | 20  | 21  | 22  |
| ------ | ------------------------------------------------ | ---------------------------- | --- | --- | --- | --- | --- | --- | --- | --- | --- | --- | --- | --- | --- | --- | --- | --- | --- | --- | --- | --- | --- | --- |
| 1956   | Chester Flynn                                    | Mercedes-Benz 300 SL         | BUA | SEB | MIM | NÜR | KRI |     |     |     |     |     |     |     |     |     |     |     |     |     |     |     |     |     |
| 1956   | Chester Flynn                                    | Mercedes-Benz 300 SL         | DNF |     |     |     |     |     |     |     |     |     |     |     |     |     |     |     |     |     |     |     |     |     |
| 1957   | C. Kreisler                                      | Mercedes-Benz 300 SL         | BUA | SEB | MIM | NÜR | LEM | KRI | CAR |     |     |     |     |     |     |     |     |     |     |     |     |     |     |     |
| 1957   | C. Kreisler                                      | Mercedes-Benz 300 SL         | 25  |     |     |     |     |     |     |     |     |     |     |     |     |     |     |     |     |     |     |     |     |     |
| 1958   | North American Racing Team                       | Ferrari 250 GT               | BUA | SEB | TAR | NÜR | LEM | RTT |     |     |     |     |     |     |     |     |     |     |     |     |     |     |     |     |
| 1958   | North American Racing Team                       | Ferrari 250 GT               | 7   |     |     |     |     |     |     |     |     |     |     |     |     |     |     |     |     |     |     |     |     |     |
| 1959   | RRR Enterprises                                  | Ferrari 250 GT               | SEB | TAR | NÜR | LEM | RTT |     |     |     |     |     |     |     |     |     |     |     |     |     |     |     |     |     |
| 1959   | RRR Enterprises                                  | Ferrari 250 GT               | 46  |     |     |     |     |     |     |     |     |     |     |     |     |     |     |     |     |     |     |     |     |     |
| 1960   | RRR Motors                                       | Ferrari 250 GT               | BUA | SEB | TAR | NÜR | LEM |     |     |     |     |     |     |     |     |     |     |     |     |     |     |     |     |     |
| 1960   | RRR Motors                                       | Ferrari 250 GT               | 5   |     |     |     |     |     |     |     |     |     |     |     |     |     |     |     |     |     |     |     |     |     |
| 1961   | McCook Window Company North American Racing Team | Ferrari 250TR Ferrari 250 GT | SEB | TAR | NÜR | LEM | PES |     |     |     |     |     |     |     |     |     |     |     |     |     |     |     |     |     |
| 1961   | McCook Window Company North American Racing Team | Ferrari 250TR Ferrari 250 GT | 8   |     |     | DNF |     |     |     |     |     |     |     |     |     |     |     |     |     |     |     |     |     |     |
| 1962   | Scuderia Bear Ed Hugus                           | Ferrari 250 GT               | DAY | SEB | SEB | MAI | TAR | BER | NÜR | LEM | TAV | CCA | RTT | NÜR | BRI | BRI | PAR |     |     |     |     |     |     |     |
| 1962   | Scuderia Bear Ed Hugus                           | Ferrari 250 GT               |     |     | 8   |     |     |     |     | 9   |     |     |     |     |     |     |     |     |     |     |     |     |     |     |
| 1963   | George Reed                                      | Shelby Cobra                 | DAY | SEB | SEB | TAR | SPA | MAI | NÜR | CON | ROS | LEM | MON | WIS | TAV | FRE | CCE | RTT | OVI | NÜR | MON | MON | TDF | BRI |
| 1963   | George Reed                                      | Shelby Cobra                 | DNF |     |     |     |     |     |     |     |     |     |     |     |     |     |     |     |     |     |     |     |     |     |
| 1964   | George Reed                                      | Shelby Cobra                 | DAY | SEB | TAR | MON | SPA | CON | NÜR | ROS | LEM | REI | FRE | CCE | RTT | SIM | NÜR | MON | TDF | BRI | BRI | PAR |     |     |
| 1964   | George Reed                                      | Shelby Cobra                 | DNF |     |     |     |     |     |     |     |     |     |     |     |     |     |     |     |     |     |     |     |     |     |
| 1965   | Gerber-Payne Ford                                | Shelby Cobra                 | DAY | SEB | BOL | MON | MON | RTT | TAR | SPA | NÜR | MUG | ROS | LEM | REI | BOZ | FRE | CCE | OVI | NÜR | BRI | BRI |     |     |
| 1965   | Gerber-Payne Ford                                | Shelby Cobra                 | DNF |     |     |     |     |     |     |     |     |     |     |     |     |     |     |     |     |     |     |     |     |     |